# Palazzo Galli (Neapel)

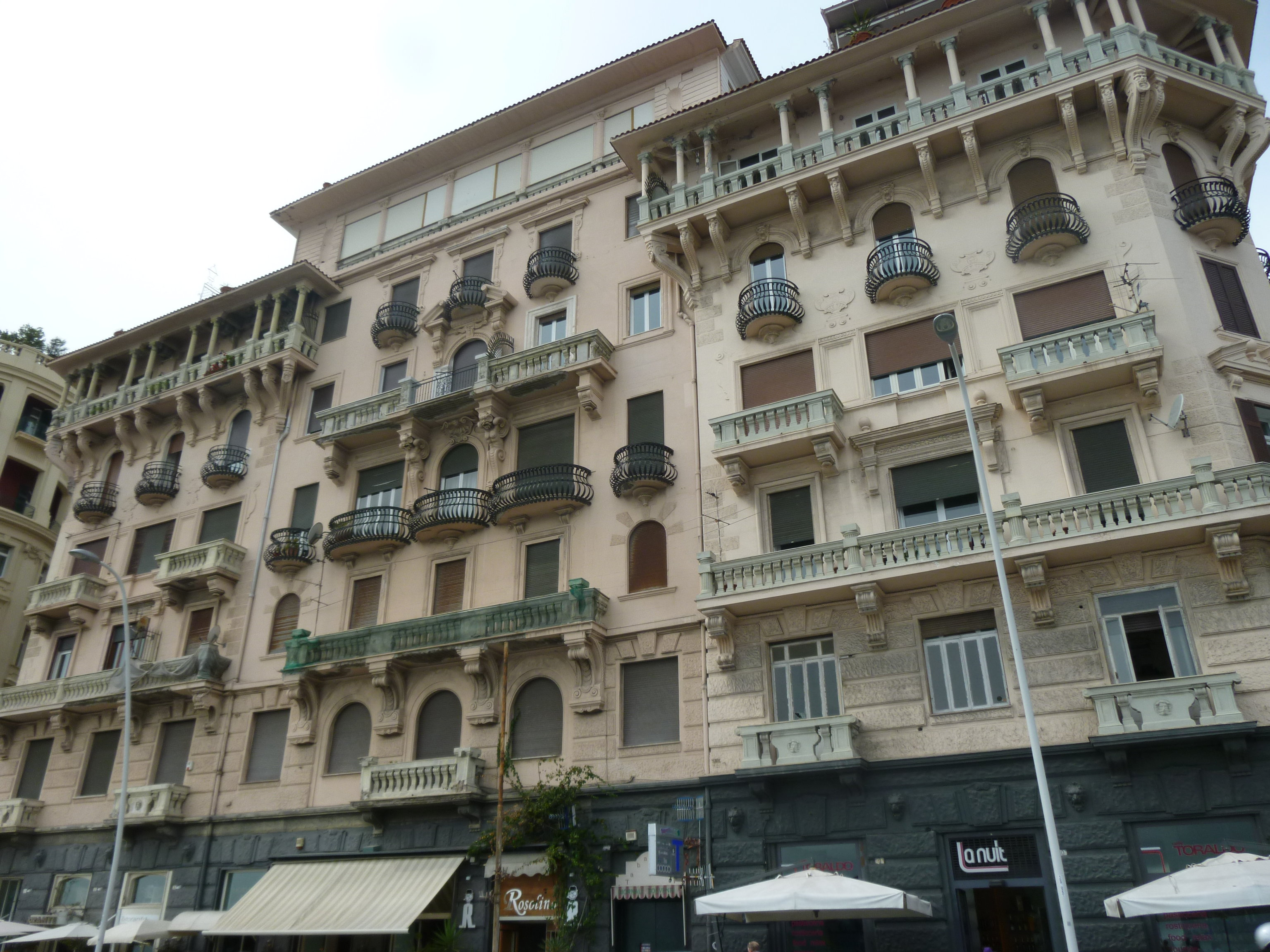
Palazzo Galli in Neapel: Fassade

Der Palazzo Galli ist ein Palast aus den 1920er-Jahren im Viertel San Ferdinando in Neapel in der italienischen Region Kampanien. Er liegt in der Via Palepoli, 20.

## Geschichte
Das Gebäude wurde im Jahre 1927 im Zuge des Bebauungsplanes für das Borgo Santa Lucia errichtet. Es ist ein Werk des Architekten Gino Coppedè, der im Auftrag des Unternehmers Giovanni Galli arbeitete.

## Beschreibung
Der neueklektische Palast besteht aus einem großen Block mit rechteckigem Grundriss und ist ein interessantes Zeugnis des zusammengesetzten und exzentrischen „Coppedè-Stils“, der in dieser Zeit in Rom verbreitet war, z. B. im Quartiere Coppedè. Der mittlere Baukörper hat 8 Stockwerke, die beiden symmetrischen Seitenflügel je 7 Stockwerke.